# 1316

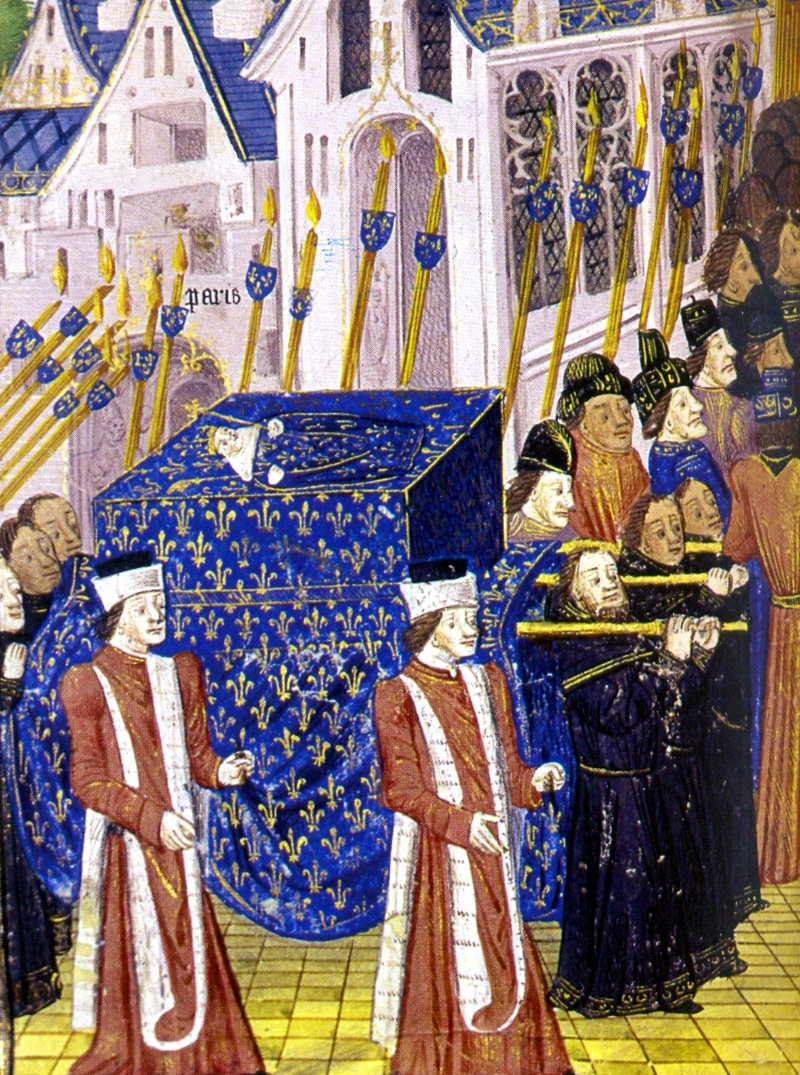
grafprocessie van Jan I van Frankrijk

Het jaar 1316 is het 16e jaar in de 14e eeuw volgens de christelijke jaartelling.

## Gebeurtenissen
- 18 juni - Vrede van Fexhe: Prins-bisschop van Luik Adolf van der Mark moet een deel van zijn macht opgeven ten voordele van de steden. Het Sens du Pays wordt ingesteld.
- 7 augustus - Na meer dan 2 jaar eindigt het conclaaf van 1314-1316 met de verkiezing van Jacques d'Euse tot paus.
- Als graaf Herman II van Loon sterft zonder mannelijke nakomelingen, houdt het graafschap Lohn op te bestaan.
- oudst bekende vermelding: Niel

## Opvolging
- Delhi - Alauddin Khalji opgevolgd door zijn zoon Shihab-ud-din Khalji
- Frankrijk en Navarra - Lodewijk X opgevolgd door zijn nageboren zoon Jan I, op zijn beurt opgevolgd door Lodewijks broer Filips V
- Il-kanaat (Perzië) - Öljeitü opgevolgd door zijn zoon Abu Sa'id
- Litouwen - Vytenis opgevolgd door zijn zoon Gediminas (jaartal bij benadering)
- paus - Jacques d'Euse als Johannes XXII na een periode van sedisvacatie als opvolger van Clemens V
- Sawa - Praya Lang opgevolgd door Luang Ngum

## Afbeeldingen

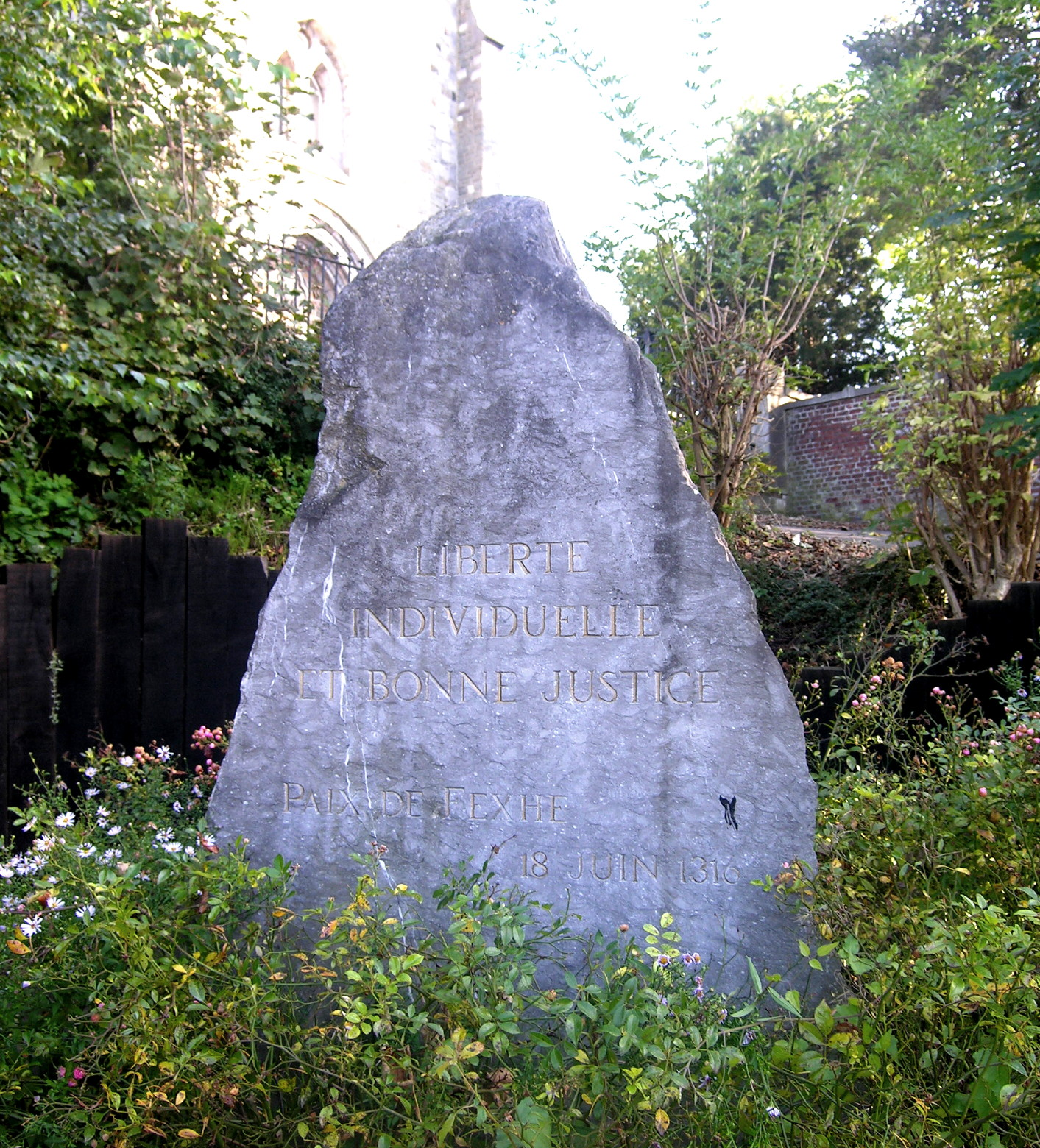
Gedenksteen voor de Vrede van Fexhe
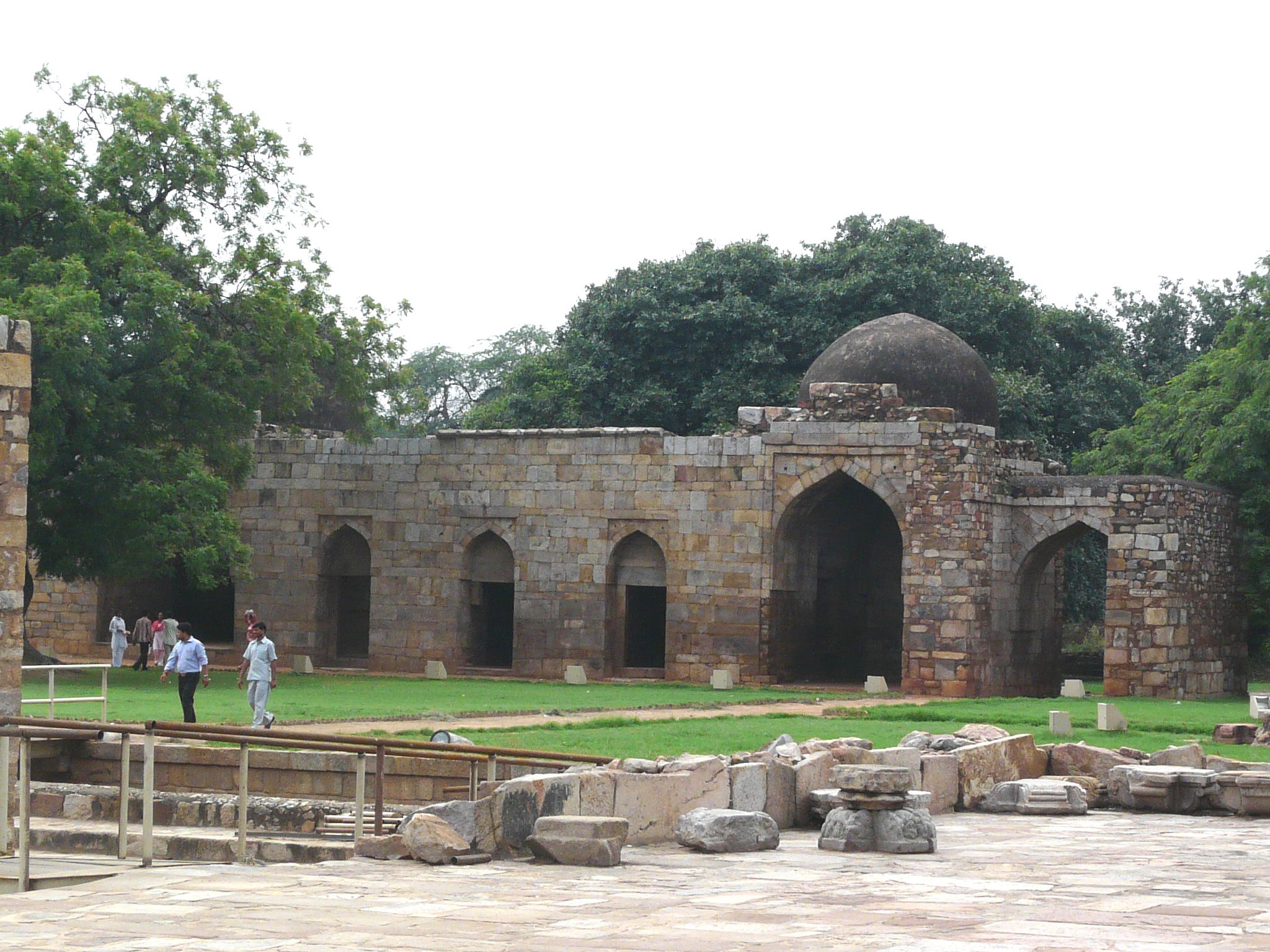
Grafmonument voor Alauddin Khalji
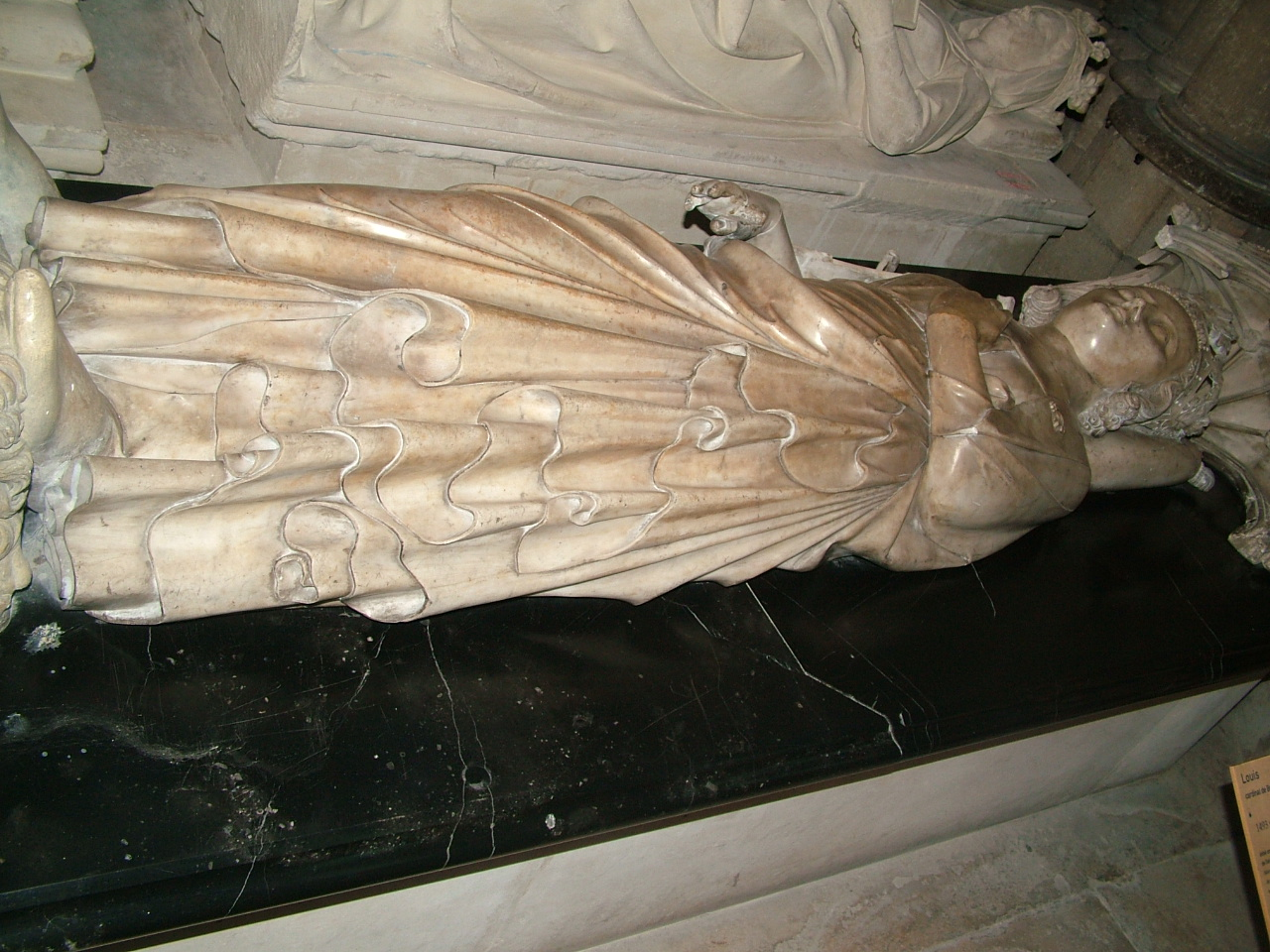
Graftombe van Lodewijk X
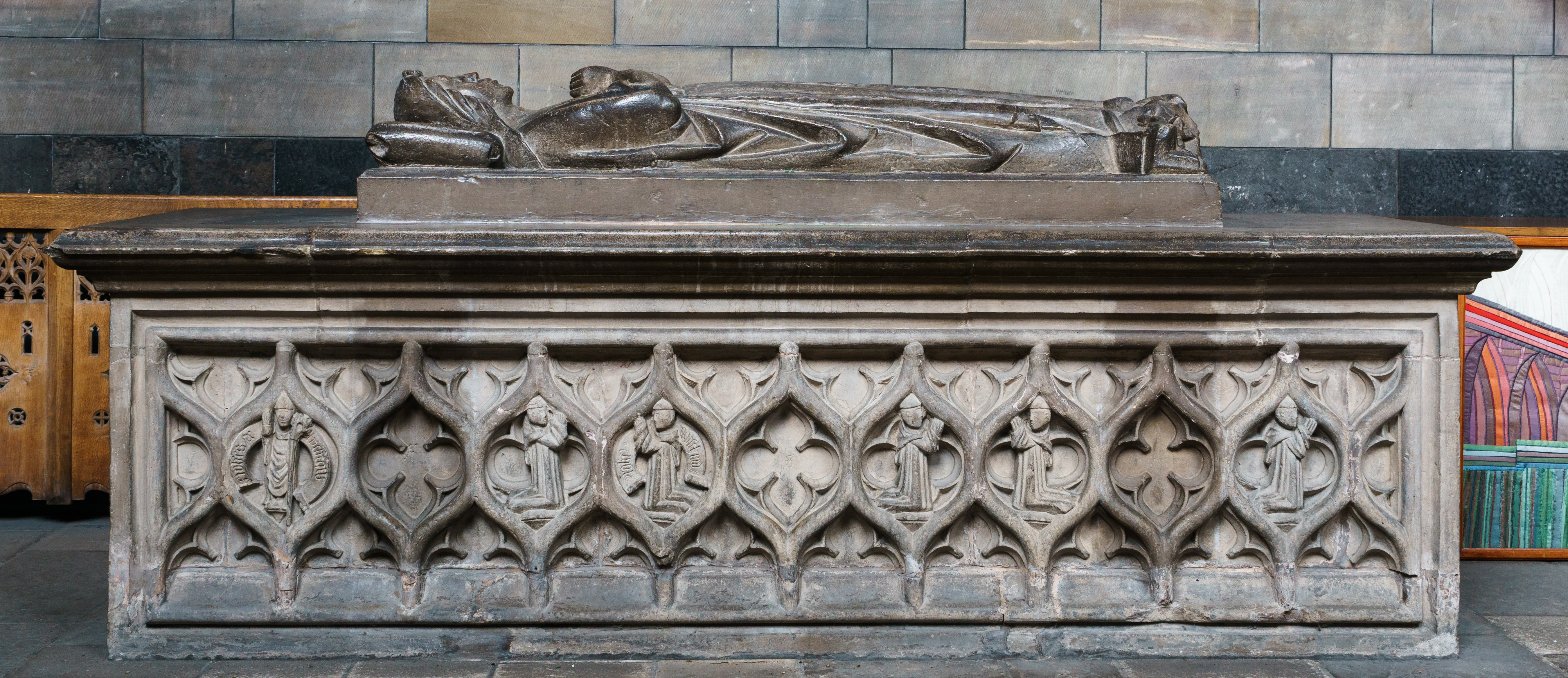
Graftombe van Marjory Bruce

## Geboren
- 2 maart - Robert II, koning van Schotland (1371-1390)
- 25 augustus - Jan van Eltham, Engels prins
- 15 november - Jan I, koning van Frankrijk (1316)
- Fa Ngum, eerste koning van Lan Xang (1353-1372)
- Magnus II, koning van Zweden (1319-1364) en Noorwegen (1319-1355)
- Blanca van Valois, echtgenote van Karel IV (jaartal bij benadering)

## Overleden
- januari - Alauddin Khalji, sultan van Delhi (1297-1316)
- 2 maart - Marjorie Bruce (~19), Schots edelvrouw
- 12 maart - Stefan Dragutin (~63), koning van Servië (1276-1282)
- 5 mei - Elisabeth van Rhuddlan (33), Engels prinses, echtgenote van Jan I van Holland
- 4 juni - Lodewijk X (26), koning van Frankrijk (1314-1316)
- 17 augustus - Albrecht I van Anhalt, Duits edelman
- 19 november - Jan I (0), koning van Frankrijk (1316)
- Herman II van Loon (~75), Duits edelman
- Praya Lang, koning van Sawa
- Vytenis, grootvorst van Litouwen (jaartal bij benadering)
- Wolfert II van Borselen, Zeeuws edelman (jaartal bij benadering)